# بيشير
بيشير (ازدهر في القرن 17 م) كان رسامًا هنديًا في سلطنة مغول الهند، وكان تحت رعاية جهانكير وشاه جهان. أقدم لوحة معروفة له هي عمل مكتمل يعود تاريخه إلى حوالي عام 1615.
معظم لوحاته هي صور شخصية رسمية، وينسب إليه عدد كبير من الصور الشخصية في ثلاثينيات القرن السابع عشر. أشار ستيوارت كاري ويلش إلى أنه رسم صورة كل شخصية مهمة تقريبًا من هذه الفترة، وأطلق عليه اسم "المغولي فان دايك ". كان نشطًا حتى عام 1640 على الأقل. يستنتج ميلو سي بيتش [الإنجليزية] من ملابس بيشتري في صوره الذاتية أن بيشتري كان هندوسيًا، رغم عمله في سلطنة المغول المسلمة.
اشتهر بالتأثيرات الأوروبية التي تظهر في أعماله، والتي تشمل انعكاسات الخداع البصري واستخدام الظلال المصبوبة، فضلاً عن تصوير البواتي [الإنجليزية].

## الأعمال

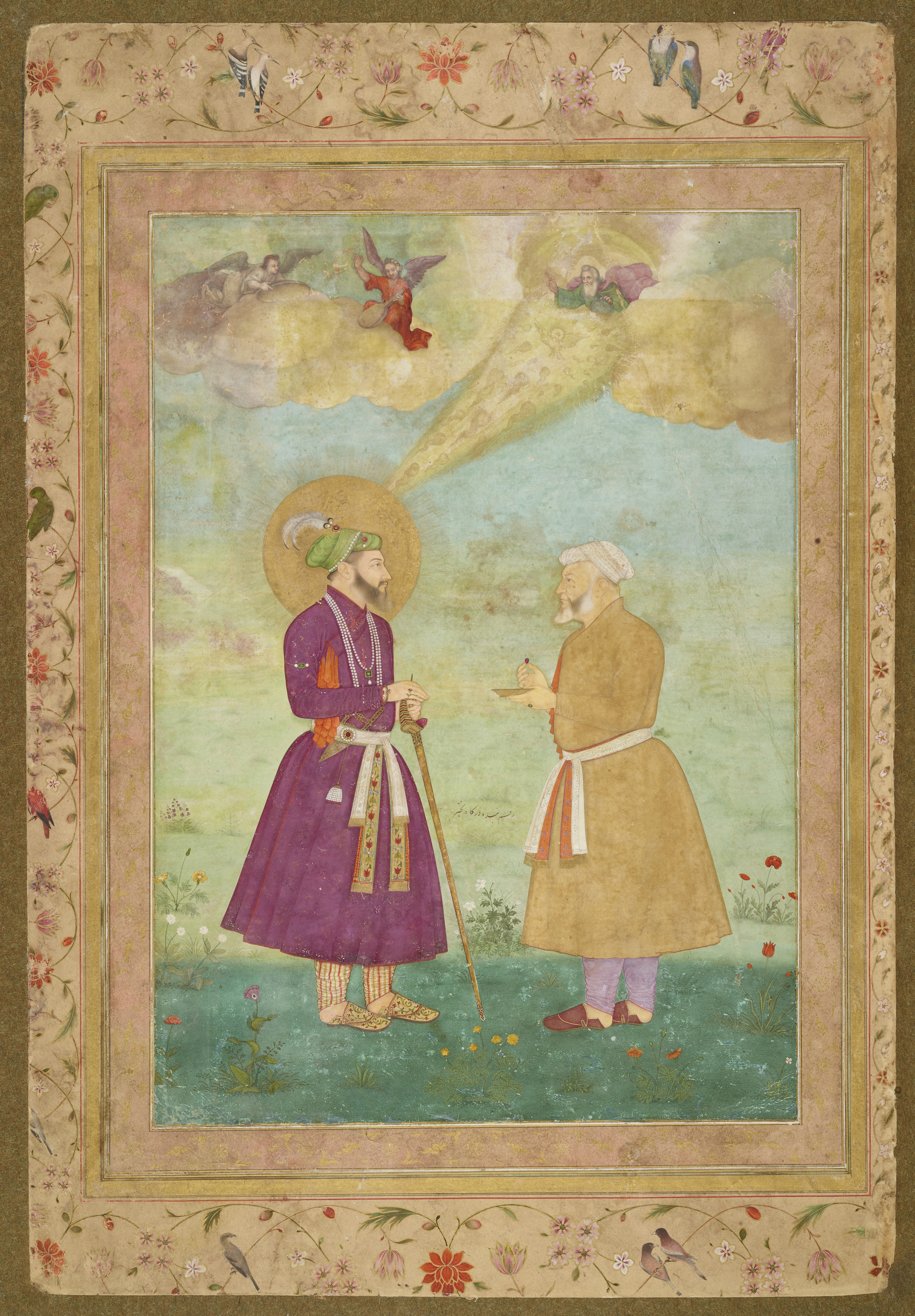
شاه جهان مع آساف خان ، حوالي عام 1640. يصل الضوء المنبعث من الرب الأب إلى ذروته في الهالة المحيطة بشاه جهان.

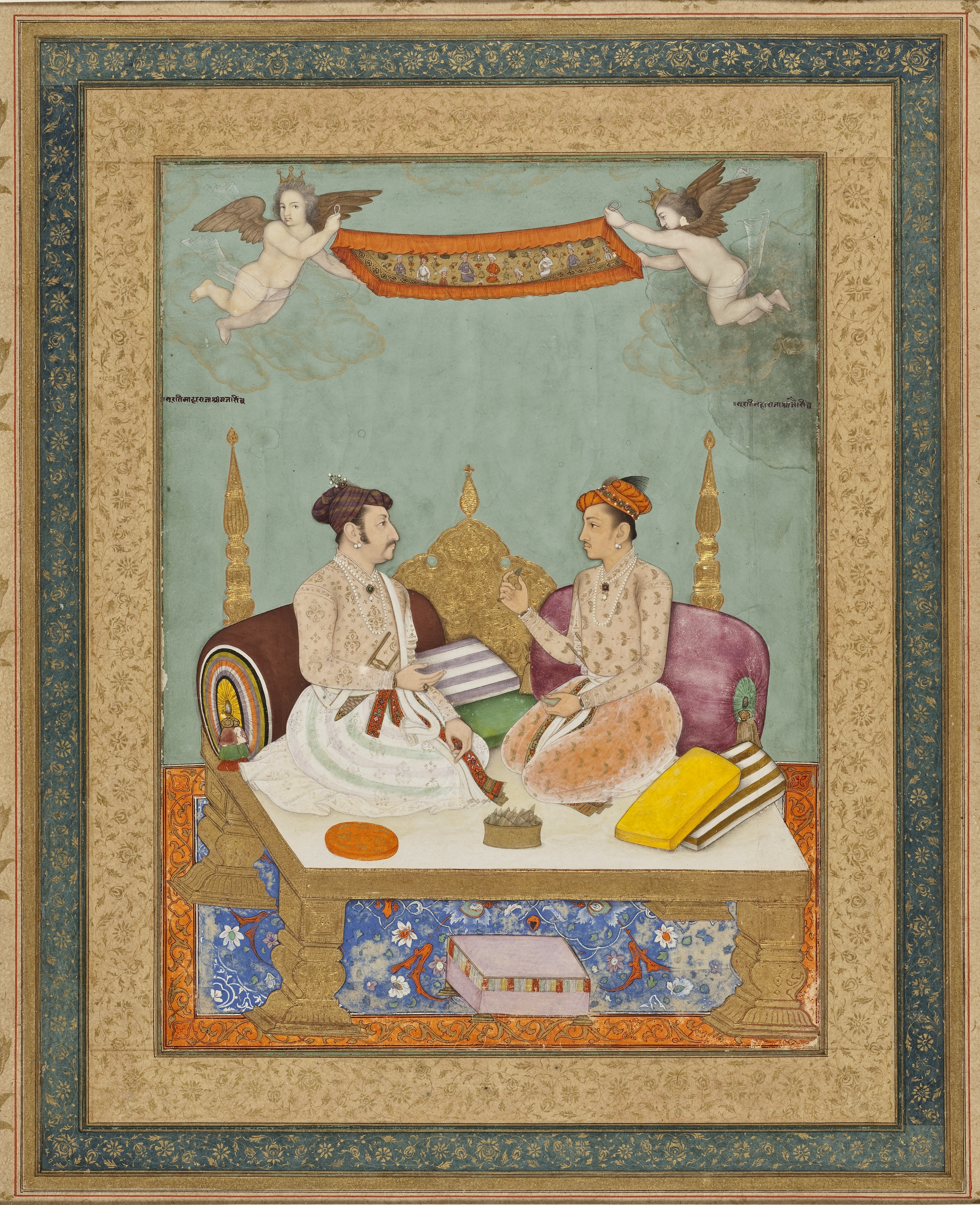
شاه شجاع توج مع مهراجا جاج سينغ من مارفار ، كاليفورنيا. 1638.

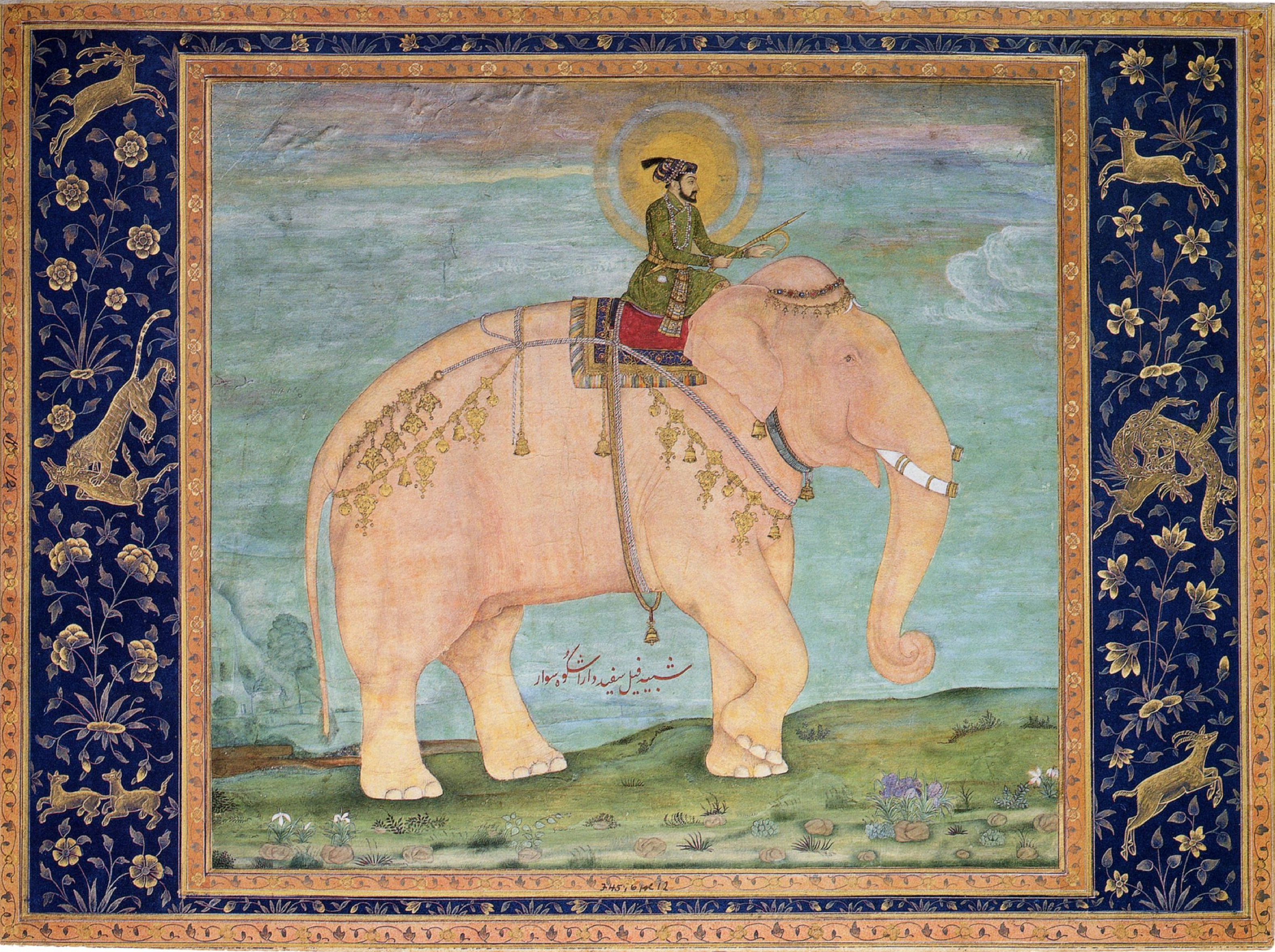
دارا شيكوه على فيل وردي

يعود تاريخ أقدم أعمال بيشير إلى أواخر العقد الأول من القرن السابع عشر وأوائل العقد الثاني من القرن السابع عشر. ربما كان تلميذًا للفنان أبي الحسن، ويمكن اعتبار أسلوبه بمثابة نسخة مختلفة من أسلوب الحسن.
من أقدم أعماله منمنمة جهانجير يُفضل شيخ صوفي على الملوك والذي يعود تاريخها إلى حوالي 1615-1618 م. يُصوِّر جهانجير يُقدِّم كتابًا إلى شيخٍ صوفيٍّ ملتحٍ، بينما يقف ملك إنجلترا والسلطان العثماني، بالإضافة إلى بيشير نفسه، حاضرين، جميعهم منبوذون لصالح الرجل الفاضل الولي الصوفي. أصبح إدخال بيشير نفسه لاحقًا عُرفًا في الرسم المغولي. تظهر اللوحة التأثيرات الأوروبية التي اشتهر بها بيشير. ويظهر ذلك في تصوير البواتي [الإنجليزية] وكذلك في تصوير الملوك الإنجليز والعثمانيين، والتي تم نسخها من لوحات جون دي كريتز وجيوفاني بيليني على التوالي. ومع ذلك، تم رفض المنظور الأوروبي عمدًا في تصميم السجادة المسطحة، التي تشكل الخلفية السفلية للعمل.
تظهر التأثيرات الأوروبية بشكل واضح في شاه جهان مع آصف خان. وهنا يظهر الله الآب في السحاب، مع الضوء الإلهي المنبعث منه، والذي يصل إلى الهالة حول شاه جهان. وفي داخل هذا النور توجد حمامة ترمز إلى الروح القدس. وهكذا، يتم مساواة الإمبراطور مع يسوع، كما يتم تمثيل الشخصيات الأخرى من الثالوث.
يمكن أن يُنسب إلى بيشير عدد كبير من الصور الشخصية في ثلاثينيات القرن السابع عشر. يطلق عليه ستيوارت كاري ويلش لقب "المغولي فان دايك"، ويقول إنه رسم كل شخصية مهمة تقريبًا خلال هذه الفترة. تشمل الأعمال البارزة شاه شوجا متوجًا مع مهراجا جاج سينغ [الإنجليزية] من مارفار، وجوهر سينغ بونديلا يركع خضوعًا لشاه جهان، وكان الأخير بمثابة مصدر إلهام لرسم تخطيطي لرامبرانت.
بينما كان معروفًا بلوحاته الرسمية للأشخاص، رسم بيتشتر أيضًا شخصيات حيوانية، ولا سيما دارا شيكوه على فيل وردي وصورة الفيل "عالم جومان".
كان بيشير أيضًا أحد فناني وندسور بادشا نامه الشهيرة. الأعمال النهائية المنسوبة إليه على وجه اليقين تعود إلى أربعينيات القرن السابع عشر. منها داربار أورنجزيب وحلقات في البازار، والتي لم تكتمل.

## الأسلوب
يذكر ميلو سي بيتش [الإنجليزية] أنه يرسم "بخط لامع ولكنه صارم"، ويصف استخدامه للألوان والأنماط بالجريئة والحاسمة، مما ينتج عنه تأثير "الرسمية الباردة". ويحمل نقاد آخرون آراء مماثلة بشأن أعماله. يصفه ويلر ثاكستون [الإنجليزية] بأنه الأكثر ملاحظة بين الفنانين المغول.
يستلهم بيشير أعماله من اللوحات الأوروبية. يتجلى هذا التأثير في إتقانه لانعكاسات الخداع البصري واستخدام الظلال المصبوبة.

## معرض الصور

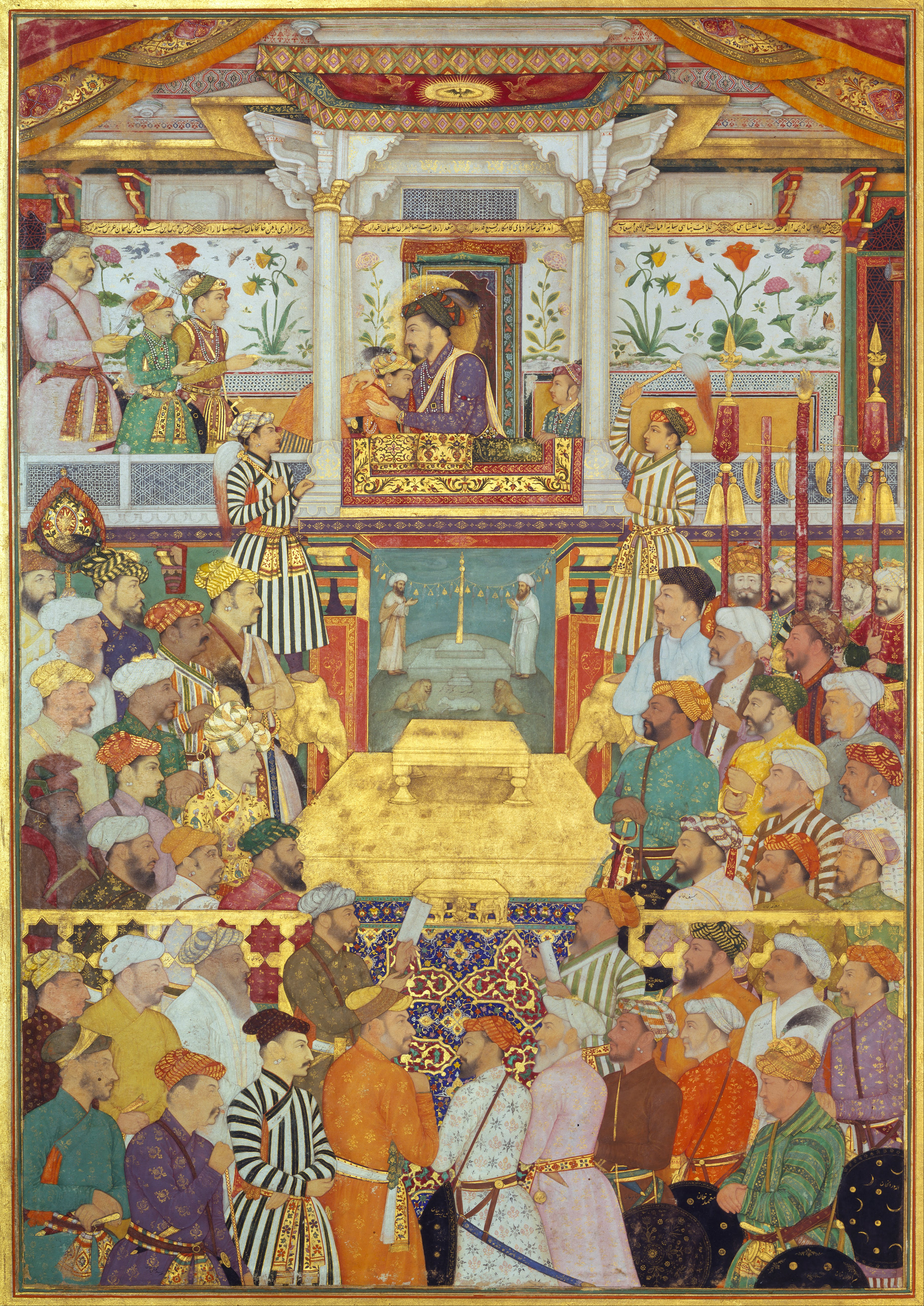
طبق بادشاهناما رقم 10 : شاه جهان يستقبل أبنائه الثلاثة الأكبر وآصف خان خلال مراسم اعتلائه العرش (8 آذار 1628)